# Toray Arrows 2019-2020 (maschile)
Questa voce raccoglie le informazioni riguardanti i Toray Arrows nella stagione 2019-2020.

## Stagione
I Toray Arrows partecipano alla stagione 2019-20 senza alcuna denominazione sponsorizzata.
In seguito alla cancellazione della Coppa dell'Imperatore e del Torneo Kurowashiki a causa della pandemia di COVID-19 in Giappone, partecipano alla sola V.League Division 1, dove si classificano al sesto posto.

## Organigramma societario
Area direttiva
- Presidente: Haruo Yamano

Area tecnica
- Allenatore: Ayumu Shinoda
- Assistente allenatore: Yuta Abe, Yūta Yoneyama, Satoshi Umeno

## Rosa
| N° | Nome              | Ruolo | Data di nascita   | Nazionalità sportiva |
| -- | ----------------- | ----- | ----------------- | -------------------- |
| 1  | Takaaki Tomimatsu | C     | 20 luglio 1984    | Giappone             |
| 2  | Kentarō Takahashi | C     | 8 febbraio 1995   | Giappone             |
| 3  | Takumi Yamaguchi  | L     | 3 agosto 1997     | Giappone             |
| 4  | Antonin Rouzier   | O     | 18 agosto 1986    | Francia              |
| 5  | Yūta Yoneyama     | S     | 29 agosto 1984    | Giappone             |
| 6  | Kazuki Ochiai     | O     | 16 novembre 1993  | Giappone             |
| 7  | Yudai Minemura    | S     | 19 maggio 1994    | Giappone             |
| 8  | Shunsuke Watanabe | L     | 11 aprile 1988    | Giappone             |
| 9  | Shoma Tomita      | S     | 20 giugno 1997    | Giappone             |
| 10 | Hidetomo Hoshino  | S     | 29 settembre 1990 | Giappone             |
| 11 | Takahiro Tozaki   | S     | 14 giugno 1995    | Giappone             |
| 14 | Keisuke Sakai     | P     | 25 agosto 1996    | Giappone             |
| 15 | Haku Ri           | C     | 27 dicembre 1990  | Giappone             |
| 17 | Hiroki Ozawa      | S     | 21 settembre 1997 | Giappone             |
| 18 | Yūji Suzuki       | C     | 7 giugno 1986     | Giappone             |
| 19 | Satoshi Umeno     | P     | 7 novembre 1989   | Giappone             |
| 20 | Aung Thu          | S     | 10 luglio 1993    | Birmania             |
| 21 | Naonobu Fujii     | P     | 5 gennaio 1992    | Giappone             |
| 22 | Satoshi Tsuiki    | L     | 16 gennaio 1992   | Giappone             |

## Statistiche

### Statistiche di squadra
| Competizione        | Punti | In casa | In casa | In casa | In trasferta | In trasferta | In trasferta | Totale | Totale | Totale |
| Competizione        | Punti | G       | V       | P       | G            | V            | P            | G      | V      | P      |
| ------------------- | ----- | ------- | ------- | ------- | ------------ | ------------ | ------------ | ------ | ------ | ------ |
| V.League Division 1 | 38    | ?       | ?       | ?       | ?            | ?            | ?            | 27     | 12     | 15     |
| Totale              | -     | ?       | ?       | ?       | ?            | ?            | ?            | 27     | 12     | 15     |

G = partite giocate; V = partite vinte; P = partite perse

### Statistiche dei giocatori
| Giocatore    | V.League Division 1 | V.League Division 1 | V.League Division 1 | V.League Division 1 | V.League Division 1 | Totale | Totale | Totale | Totale | Totale |
| Giocatore    | P                   | PT                  | AV                  | MV                  | BV                  | P      | PT     | AV     | MV     | BV     |
| ------------ | ------------------- | ------------------- | ------------------- | ------------------- | ------------------- | ------ | ------ | ------ | ------ | ------ |
| N. Fujii     | 27                  | 30                  | 2                   | 16                  | 12                  | 27     | 30     | 2      | 16     | 12     |
| H. Hoshino   | 27                  | 283                 | 252                 | 22                  | 9                   | 27     | 283    | 252    | 22     | 9      |
| Y. Minemura  | 27                  | 12                  | 9                   | 2                   | 1                   | 27     | 12     | 9      | 2      | 1      |
| K. Ochiai    | 27                  | 26                  | 22                  | 3                   | 1                   | 27     | 26     | 22     | 3      | 1      |
| H. Ozawa     | 3                   | 0                   | 0                   | 0                   | 0                   | 3      | 0      | 0      | 0      | 0      |
| H. Ri        | 27                  | 199                 | 144                 | 38                  | 17                  | 27     | 199    | 144    | 38     | 17     |
| A. Rouzier   | 27                  | 523                 | 473                 | 27                  | 23                  | 27     | 523    | 473    | 27     | 23     |
| K. Sakai     | 19                  | 7                   | 1                   | 2                   | 4                   | 19     | 7      | 1      | 2      | 4      |
| Y. Suzuki    | 23                  | 4                   | 0                   | 0                   | 4                   | 23     | 4      | 0      | 0      | 4      |
| K. Takahashi | 27                  | 129                 | 91                  | 34                  | 4                   | 27     | 129    | 91     | 34     | 4      |
| A. Thu       | 7                   | 71                  | 63                  | 6                   | 2                   | 7      | 71     | 63     | 6      | 2      |
| T. Tomimatsu | 25                  | 148                 | 103                 | 42                  | 3                   | 25     | 148    | 103    | 42     | 3      |
| S. Tomita    | 14                  | 97                  | 88                  | 4                   | 5                   | 14     | 97     | 88     | 4      | 5      |
| T. Tozaki    | 17                  | 163                 | 154                 | 7                   | 2                   | 17     | 163    | 154    | 7      | 2      |
| S. Tsuiki    | 27                  | 0                   | 0                   | 0                   | 0                   | 27     | 0      | 0      | 0      | 0      |
| S. Umeno     | 14                  | 8                   | 4                   | 3                   | 1                   | 14     | 8      | 4      | 3      | 1      |
| S. Watanabe  | 12                  | 0                   | 0                   | 0                   | 0                   | 12     | 0      | 0      | 0      | 0      |
| T. Yamaguchi | 3                   | 0                   | 0                   | 0                   | 0                   | 3      | 0      | 0      | 0      | 0      |
| Y. Yoneyama  | 25                  | 22                  | 19                  | 2                   | 1                   | 25     | 22     | 19     | 2      | 1      |

P = presenze; PT = punti totali; AV = attacchi vincenti; MV = muri vincenti; BV = battute vincenti